# Piper negru
Piperul negru (Piper nigrum) este o plantă din familia Piperaceae, ale cărei semințe sunt folosite drept aliment și condiment

## Morfologie
Piperul este un arbust cățărător cu tulpină lemnoasă ajungând până la 10 m înălțime. Florile mici se găsesc în ciorchini la piperul sălbatic în comparație cu piperul cultivat unde se întîlnesc flori izolate (separate).

## Origine
Țara de origine a piperului este India, mai precis coasta Malabar.  In procesul de colonizare (indizare) a Asiei de sud s-a extins și cultivarea piperului, în urmă cu circa 1000 de ani, fiind cultivat și în Indonezia și Malaysia. Varietăți de piper mai puțin cunoscute sunt piperul alb, piperul verde și piperul roșu.
- Piperul negru este recoltat necopt și uscat la soare, în urma uscării devenind negru și dur la textură, iute și înțepător la gust și miros.
- Piperul verde este recoltat înainte de coacere, se păstrează congelat, uscat sau în saramură.
- Piperul alb copt are boabele roșii, care devin galben-albicioase după ce sunt puse la înmuiat o săptămână, pentru de a li se îndepărta coaja și apoi usca.
- Piperul roșu copt are culoarea roz când este cules și nu este prelucrat.

Piperul nu are miros, gustul este picant, iute; gustul puternic al piperului aparține substanței pe care o conține - Pipera Alcaloida
- piperul verde este puternic si plin de aroma
- piperul negru este, ardeiat, usturator, pișcător,
- piperul alb este puțin iute și are o textura fină,
- piperul roșu are o aromă dulceagă, picantă și ușor iute.

## Utilizări
Fructele piperului conțin un alcaloid piperin cu un gust picant iute. Datorită acestor proprietăți piperul a devenit un condiment frecvent utilizat în alimentație.

## Cultura piperului
În culturi, piperul se lasă să crească până la 3 – 4 m înălțime. Fructele de piper se recoltează de două ori pe an, o plantă fiind productivă pe o perioadă de 30 de ani.

## Producători
În prezent, printre marii producători de piper se numără: India, Indonezia, Brazilia și Malaysia, piperul fiind cultivat global pe o suprafață de 365000 ha, cu o producție anuală de 200000 tone de boabe de piper, estimat la valoarea de 300 - 600 milioane de dolari.

## Imagini

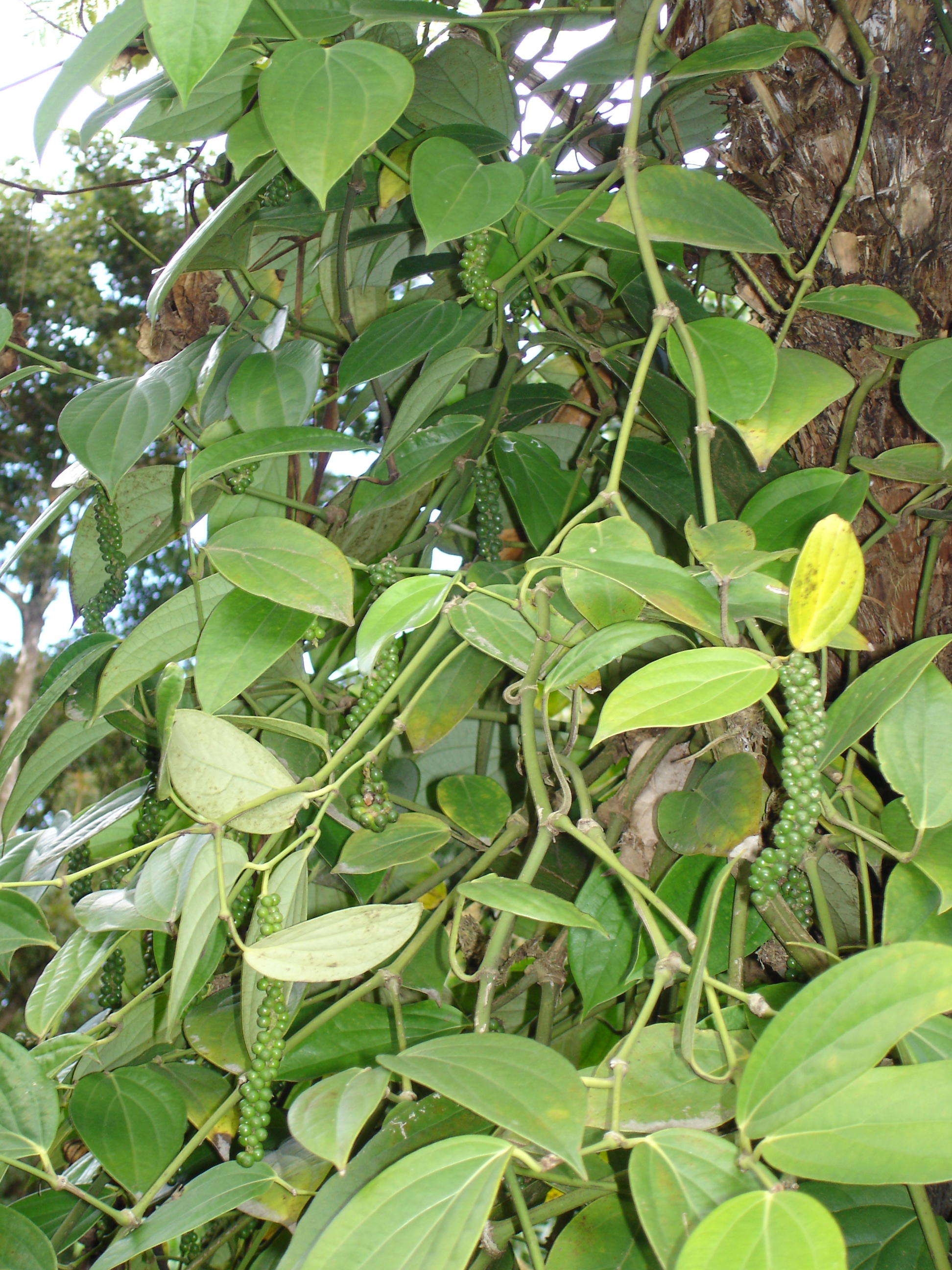
Piper negru
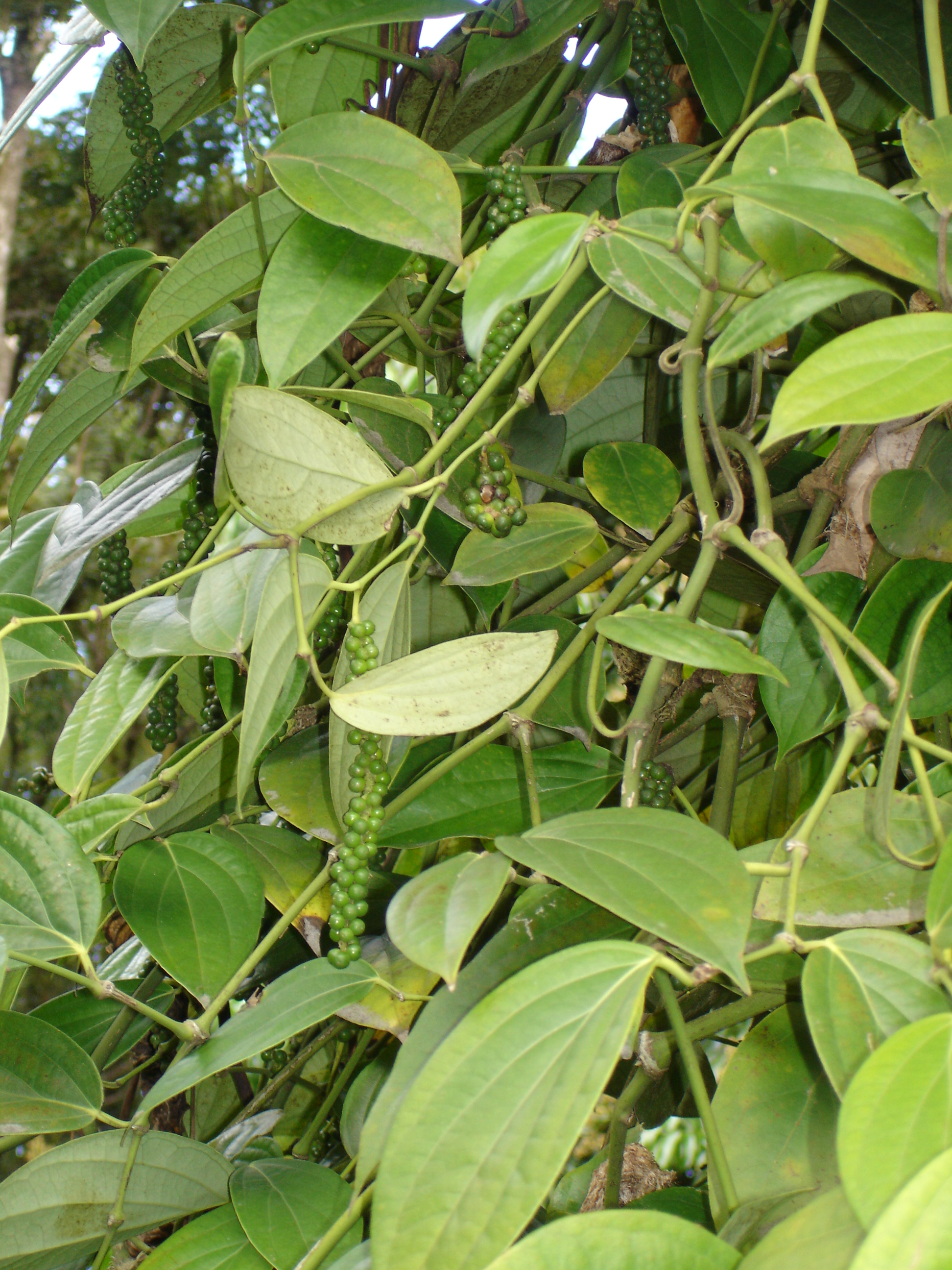
Piper negru
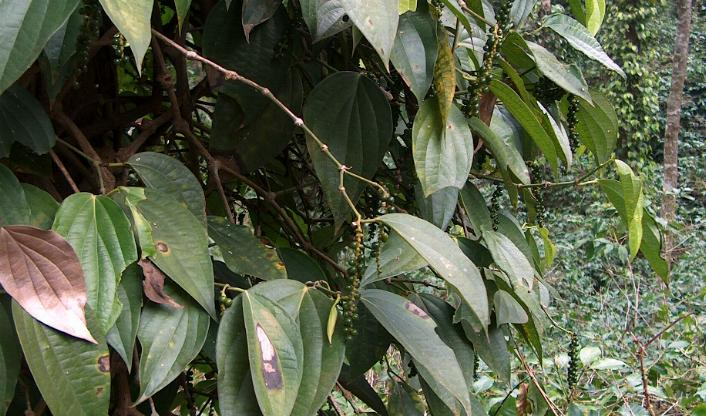
Piper negru
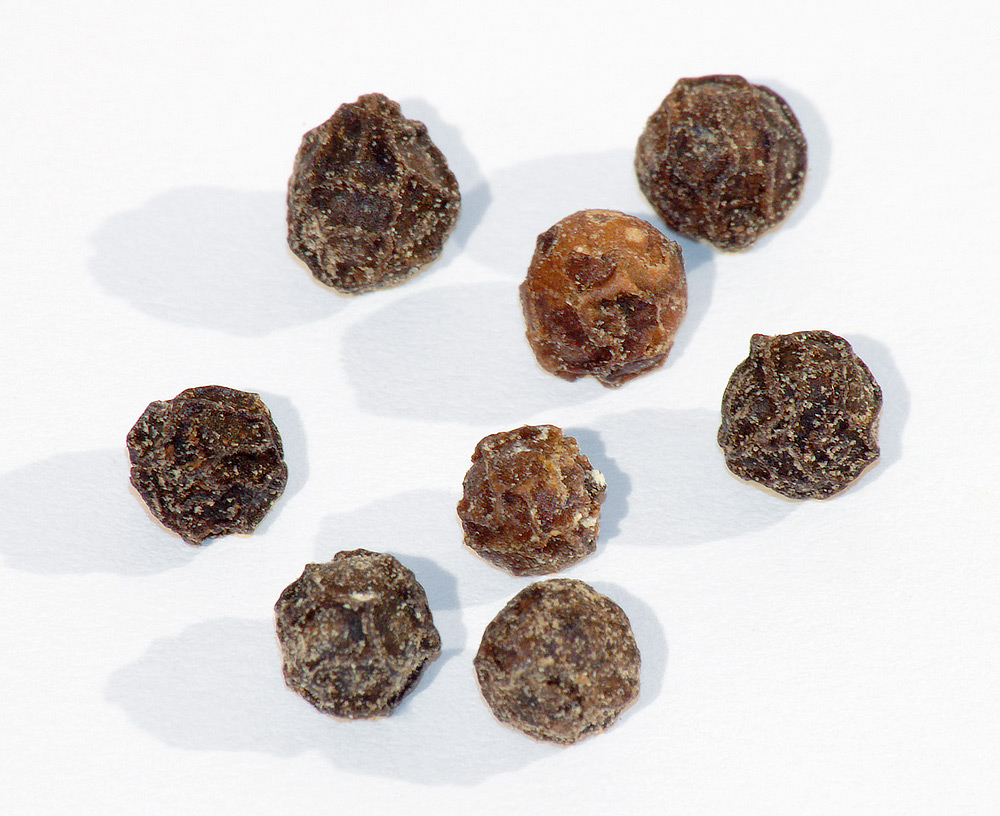
Piper negru
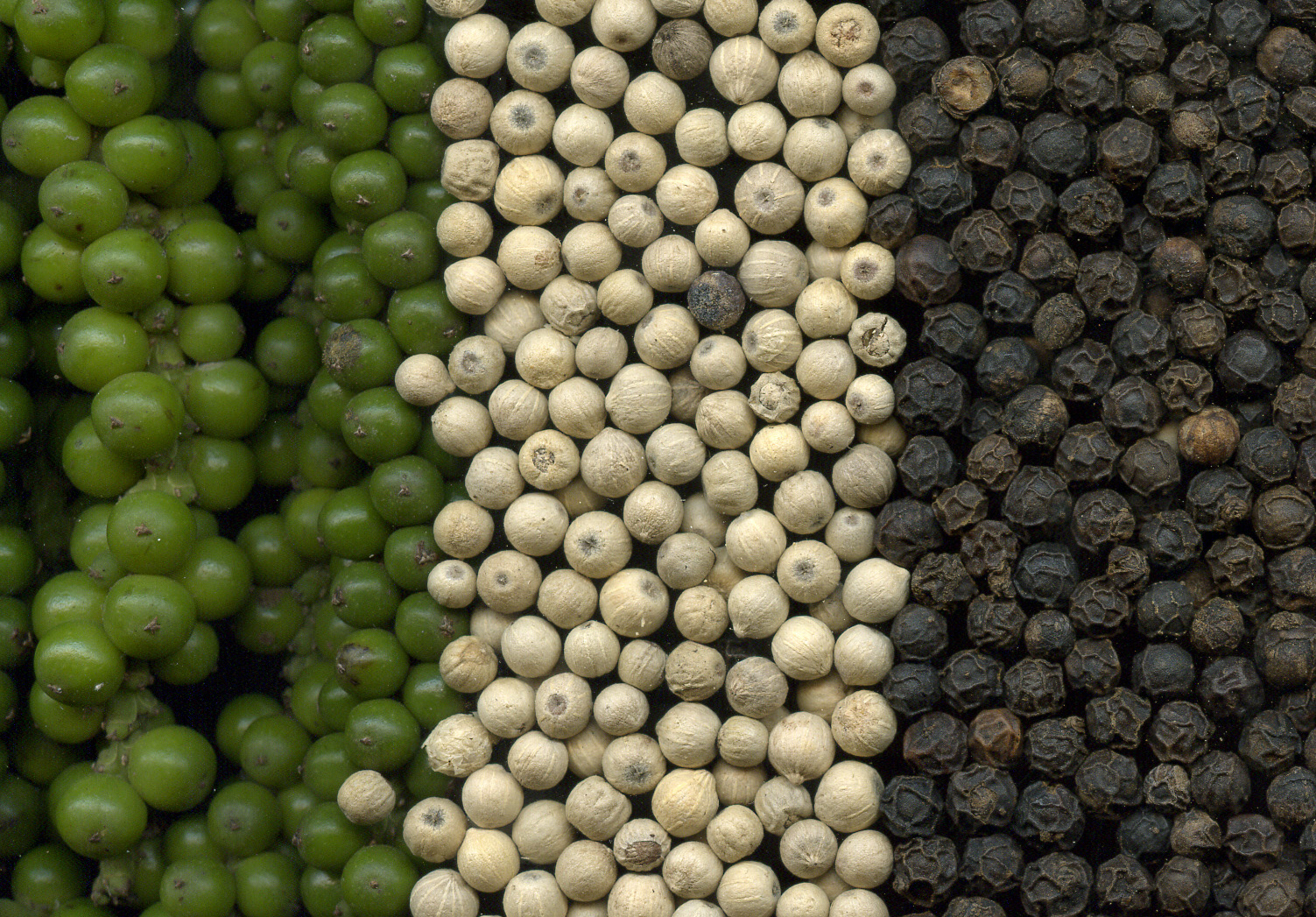
Piper verde, alb şi negru
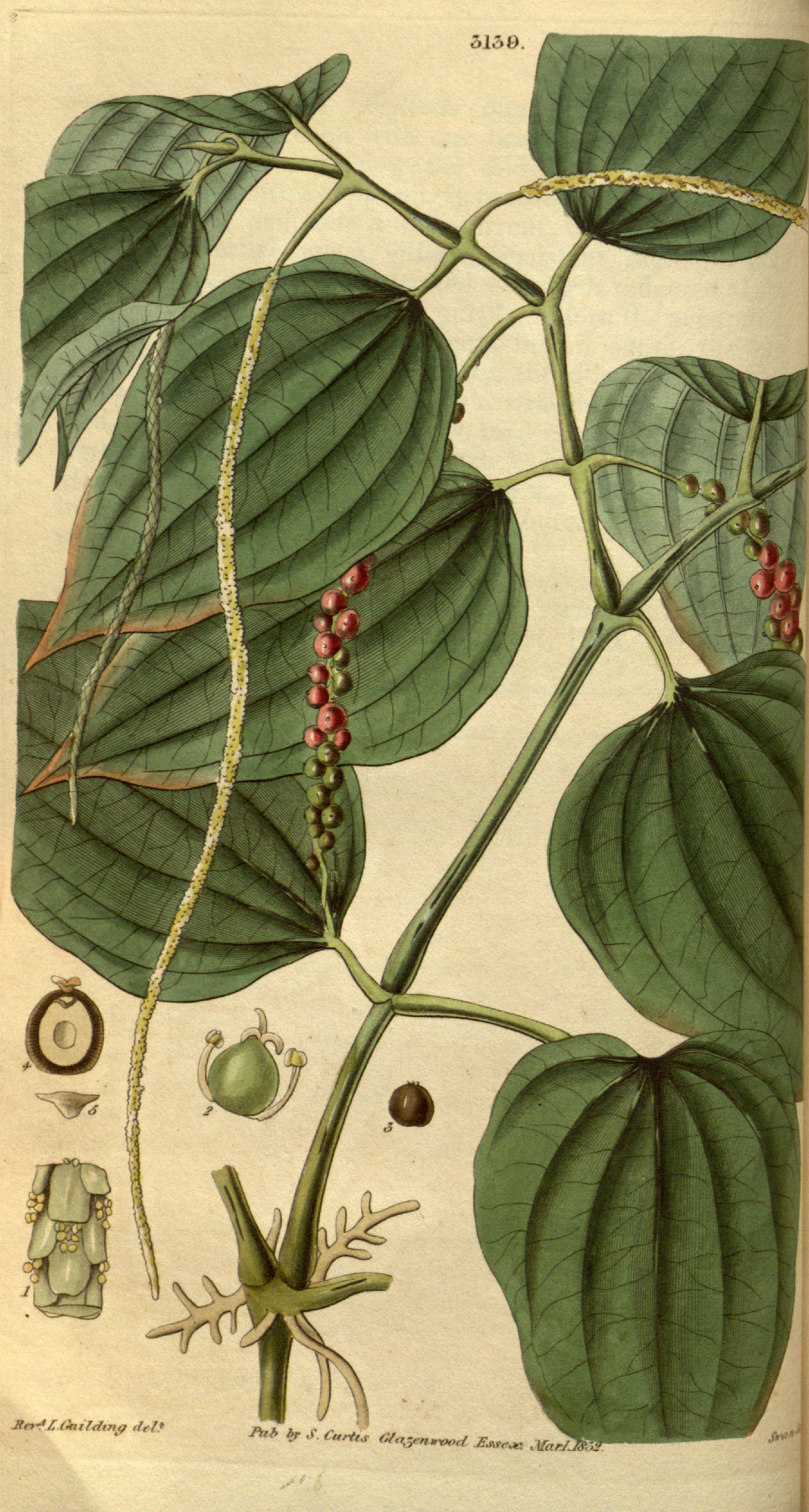
Piper nigrum, ilustraţie a plantei din anul 1832
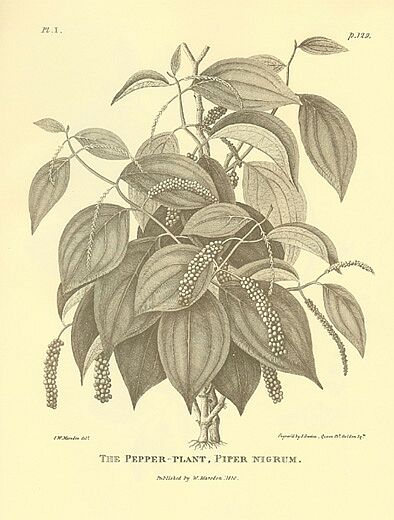
Piper negru